# Agios Ioannis (strand i Grekland)
Agios Ioannis är en strand i Grekland.   Den ligger i prefekturen Nomós Kerkýras och regionen Joniska öarna, i den västra delen av landet, 400 km nordväst om huvudstaden Aten. Agios Ioannis ligger på ön Korfu.